# Michael Gold
Michael "Mike" Gold (seudónimo de Itzok Isaac Granich, Nueva York, 12 de abril de 1894 – San Rafael, 14 de mayo de 1967) fue un escritor y periodista estadounidense.
De origen judío e ideología comunista, huyó a México a causa de su oposición a la participación de los Estados Unidos en la Primera Guerra Mundial, y durante su exilio trabajó en el periódico El Heraldo de Salvador Alvarado. Editó junto a Claude McKay la revista de The Liberator, después de que Max Eastman la abandonara a finales de 1921, para convertirse más adelante en editor de The New Masses, desde 1928 hasta 1933.
Fue autor de la novela Jews Without Money (1930), que se convirtió en un best seller, así como de Change the World! (1936) o The Hollow Men (1941). También escribió teatro, con piezas como Down the Airshaft (1917), Ivan's Homecoming (1917), Money (1920) y Hoboken Blues: or The Black Rip Van Winkle: A Modern Negro Fantasia on an Old American Theme (1927), entre otras.